# Dirk Meynendonckx
Dirk Meynendonckx, Mortsel 11 oktober 1961, is een acteur uit Vlaanderen. Hij heeft onder andere in Het Park, Wittekerke en Pa heeft een lief gespeeld en vertolkte van 1997 tot 2007 de rol van FAIC algemeen directeur René d'Hollander in de soap Familie. Hij was lange tijd regisseur van deze serie.
- VTM. Dirk Meynendonckx. met afbeelding